# Interlagos (São Paulo)
Pour les articles homonymes, voir Interlagos (homonymie).
Interlagos est un quartier résidentiel de la ville de São Paulo (Brésil), situé dans le sud de l'agglomération.

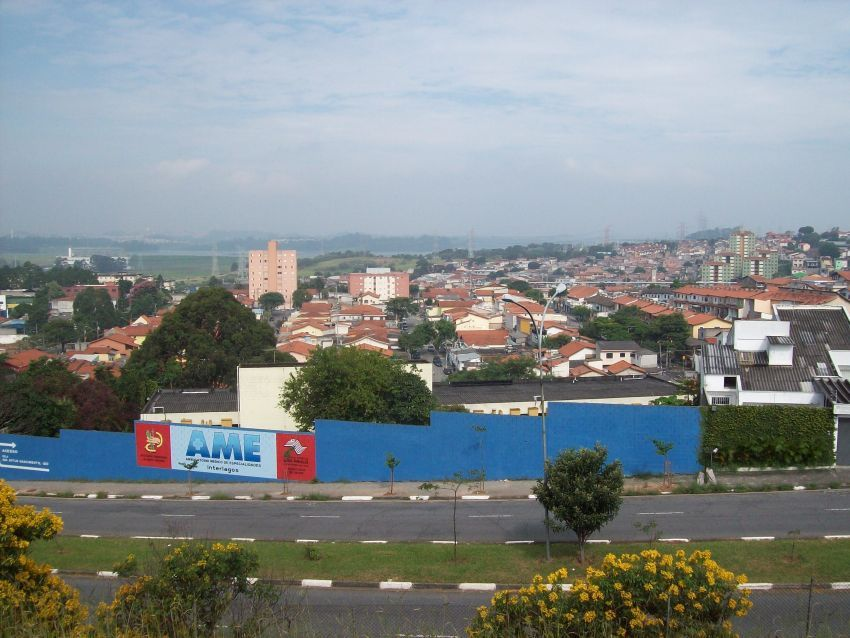
Quartier d'Interlagos.

Le nom d'Interlagos vient de sa situation entre deux grands réservoirs artificiels, Guarapiranga et Billings, qui approvisionnent la ville en eau potable et en énergie hydroélectrique.
Interlagos est connu pour abriter un circuit de course automobile, l'autodromo José Carlos Pace.